# Моначи (Фрозиноне)
Моначи је насеље у Италији у округу Фрозиноне, региону Лацио.
Према процени из 2011. у насељу је живело 46 становника. Насеље се налази на надморској висини од 35 м.